# Scatella pulla
Scatella pulla är en tvåvingeart som beskrevs av Cresson 1931. Scatella pulla ingår i släktet Scatella och familjen vattenflugor. Inga underarter finns listade i Catalogue of Life.